# 彼罗拉
彼罗拉（西班牙語：Pierola），是西班牙加泰罗尼亚巴塞罗那省的一个市镇。总面积34平方公里，总人口2935人（2013年），人口密度88人/平方公里。